# Eldon
Eldon är ett svenskt företag som tillverkar elutrustningar i form av kontaktdon, fördelningscentraler, eluttagscentraler, laddstationer med mera. Företaget grundades 1922 av Karin och Josef Randholm. Företaget hette från början Elektro Ljus & Kraft och ligger i Nässjö. Företaget var en stor arbetsplats i Nässjö, när det senare leddes av sonen Gunnar Randholm.
Platsen ansågs lämplig då Nässjö såväl då som nu är en betydelsefull järnvägsknut vilket underlättar transporter av produkterna.